# マリア・テレサ (ルクセンブルク大公妃)
マリア・テレサ・メストレ（Maria Teresa Mestre, 1956年3月22日 - ）は、ルクセンブルク大公アンリの妃。旧名はマリア・テレサ・メストレ・イ・バティスタ（Maria Teresa Mestre y Batista）。

## 略歴
アントニオ・メストレの娘として、キューバの首都ハバナで生まれた。1959年10月のキューバ革命のため、一家はアメリカへ亡命。ニューヨークに移住し、1961年からニューヨークのフランス人学校で学んだ。スイスのジュネーヴ大学で政治学を学んでいた頃、大公世子だったアンリと出会った。
1981年2月14日、アンリと結婚。4男1女に恵まれた。
スペイン語、フランス語、英語、ドイツ語、ルクセンブルク語、イタリア語が話せる。現在、ユネスコ親善大使を務めている。
息子にはヨーロッパの王家か貴族の子女との結婚を切望していた姑のジョゼフィーヌ＝シャルロット・ド・ベルジック（前大公妃でアンリの母、ベルギー王女）に家柄を理由に結婚を半ば反対され、結婚後も嫁姑の間柄は不和で、2003年にマリア・テレサが「姑である前大公妃は貴族出身でない私を目の敵にしている。」と結婚時代の自分に対する冷遇ぶりを度々マスコミに語っている。これに対して、ジョゼフィーヌ＝シャルロットは一切の反論も釈明も行っていない。
2017年11月にアンリ大公と共に日本国を訪問する予定であったが、直前に健康上の理由により取りやめたものの、日本国政府より宝冠大綬章が授与された。

## 子女
- ギヨーム（1981年 - ） - 大公世子
- フェリックス（1984年 - ）
- ルイ（1986年 - ）
- アレクサンドラ（1991年 - ）
- セバスティアン（1992年 - ）